# 茨維特科韋 (波洛希區)
47°42′7″N 36°7′43″E / 47.70194°N 36.12861°E
茨維特科韋（烏克蘭語：Цвіткове）是位於烏克蘭東南部的村莊，由扎波羅熱州波洛希區的沃茲德維日夫卡市鎮負責管轄。該村面積0.42平方公里，海拔高度149米，2001年人口92，人口密度每平方公里219.6人。